# Giannīs Mystakidīs
Giannīs Mystakidīs (in greco Γιάννης Μυστακίδης?; Salonicco, 7 dicembre 1994) è un ex calciatore greco, di ruolo attaccante.

## Statistiche

### Presenze e reti nei club
Statistiche aggiornate al 1º febbraio 2018.
| Stagione        | Squadra         | Campionato      | Campionato | Campionato | Coppe nazionali | Coppe nazionali | Coppe nazionali | Coppe continentali | Coppe continentali | Coppe continentali | Altre coppe | Altre coppe | Altre coppe | Totale | Totale |
| Stagione        | Squadra         | Comp            | Pres       | Reti       | Comp            | Pres            | Reti            | Comp               | Pres               | Reti               | Comp        | Pres        | Reti        | Pres   | Reti   |
| --------------- | --------------- | --------------- | ---------- | ---------- | --------------- | --------------- | --------------- | ------------------ | ------------------ | ------------------ | ----------- | ----------- | ----------- | ------ | ------ |
| 2014-2015       | Pierikos        | FL              | 23+2       | 3          | CG              | 2               | 0               | -                  | -                  | -                  | -           | -           | -           | 27     | 2      |
| 2015-2016       | PAOK            | SL              | 16+2       | 3+1        | CG              | 5               | 1               | UEL                | 8                  | 0                  | -           | -           | -           | 31     | 5      |
| 2016-2017       | PAOK            | SL              | 17         | 3          | CG              | 7               | 3               | UCL+UEL            | 2+5                | 0                  | -           | -           | -           | 31     | 6      |
| 2017-gen. 2018  | PAOK            | SL              | 0          | 0          | CG              | 2               | 0               | UEL                | -                  | -                  | -           | -           | -           | 2      | 0      |
| Totale PAOK     | Totale PAOK     | Totale PAOK     | 33+2       | 6+1        |                 | 14              | 4               |                    | 15                 | 0                  |             | -           | -           | 64     | 11     |
| gen.-giu. 2018  | Panathīnaïkos   | SL              | 0          | 0          | CG              | -               | -               | UEL                | -                  | -                  | -           | -           | -           | 0      | 0      |
| Totale carriera | Totale carriera | Totale carriera | 56+4       | 9+1        |                 | 16              | 4               |                    | 15                 | 0                  |             | -           | -           | 91     | 14     |

## Palmarès

### Club

#### Competizioni nazionali
- Coppa di Grecia: 1

PAOK: 2016-2017